# Іван Палійчук
Іва́н Палійчу́к — головний вигаданий персонаж повісті Михайла Коцюбинського «Тіні забутих предків». В екранізації Сергія Параджанова Івана зіграв Іван Миколайчук.

## Історія постаті
Іван Палійчук - дев'ятнадцята дитина у сім'ї, дивак із самого народження. Ще в дитинстві мати думала, що їй «підмінили дитину» на бісеня. Не відчуваючи себе комфортно серед людей, часто втікає в ліс. Добре знається на травах ще з семи років. Згодом знайомиться із Марічкою — дівчинкою з ворожого роду. Між дітьми зав'язується дружба, а згодом — кохання. Після смерті батька хлопець змушений іти працювати на полонину, і коли повертається, дізнається, що Марічка загинула. З великого горя Іван йде в ліс і там живе шість років. Потім повертається додому, одружується з Палагною. Єдина втіха у житті для нього — догляд за тваринами, вони як діти для нього. Іван Палійчук — головний герой твору "Тіні забутих предків". Ріс він розумним і допитливим хлопчиком. Ще з дитинства природа Гуцульщини заклала в ньому, щось незбагнене. Але був не такий як всі діти «Дивиться вперед себе, а бачить невідоме нікому або без причини кричить». Трохи згодом Палагна починає зраджувати Іванові з сусідом Юрою — ворожбитом, і той за допомогою глиняної ляльки ворожінням намагається звести чоловіка в могилу. Закінчується його життя зустріччю із нявкою в образі Марічки. Іван йде за нею в ліс без страху, але мара зникає при появі чугайстра — доброго лісового духа. Потім Іванові вчувається її голос, і він, слідуючи за ним, падає з гори. Через два дні його знайшли напівмертвого пастухи, та він все одно помер.
Образ Івана Палійчука — це образ людини, для якої кохання найголовніше в житті, яка утверджує любов як джерело духовності. Незважаючи ні на що, Іван в душі до кінця залишився вірним своєму коханню і навіть загинув з думкою про Марічку. Цей Ромео — син природи, навічно зачарований її дивами, її фантастичними образами. У цьому персонажі органічно поєдналися кохання до жінки й кохання (справді, кохання — не любов) до природи.